# 2023–2024-es spanyol női labdarúgó-bajnokság (első osztály)
A 2023–2024-es spanyol női labdarúgó-bajnokság első osztálya (hivatalos nevén: Primera División, vagy Finetwork Liga F) a spanyol női országos bajnokságok 36. szezonja. A kiírást tizenhat csapat részvételével rendezték. A bajnokságot a Barcelona együttese nyerte zsinórban ötödik alkalommal.  
A spanyol játékosok szakszervezetei (FUTPRO, AFE, Futbolistas ON, CCOO és UGT), sztrájkot hirdettek a bajnokság első két játéknapjára, miután a labdarúgók kollektív szerződésének megújítására tett javaslatáról nem tudtak megegyezni a szövetséggel. A tervezett szeptember 8-i rajt egy héttel később, szeptember 15-én a Valencia–Real Madrid mérkőzéssel vette kezdetét.

## A bajnokság csapatai

### Csapatváltozások
| Kiesett a másodosztályba   | Feljutott az első osztályba |
| -------------------------- | --------------------------- |
| Alhama CF Deportivo Alavés | Eibar Granada               |

### Csapatok adatai
| Klub            | Település           | Stadion                       | Férőhely | Vezetőedző        | 2022–23-as helyezés |
| --------------- | ------------------- | ----------------------------- | -------- | ----------------- | ------------------- |
| Athletic Bilbao | Bilbao              | Lezama Sportközpont           | 3 200    | David Aznar       | 10.                 |
| Atlético Madrid | Madrid              | Wanda Alcalá de Henares       | 2 700    | Arturo Ruiz       | 4.                  |
| Barcelona       | Barcelona           | Johan Cruijff Stadion         | 6 000    | Jonatan Giráldez  | 1.                  |
| Eibar           | Eibar               | Instalaciones de Unbe         | 1 000    | Yerai Martín      | 1. 1ª RFEF          |
| Granada         | Granada             | Ciudad Deportiva del Granada  | 600      | Roger Lamesa      | 5. 1ª RFEF          |
| Las Planas      | Sant Joan Despí     | Municipal Las Planas          | 1 000    | Ferrán Cabello    | 11.                 |
| Levante         | Valencia            | Ciudad Deportiva de Buñol     | 600      | José Luis Sánchez | 3.                  |
| Madrid CFF      | Madrid              | Nuevo Matapiñonera            | 3 000    | Víctor Martín     | 5.                  |
| Real Betis      | Sevilla             | Ciudad Deportiva Luis del Sol | 1 300    | Joseba Agirre     | 12.                 |
| Real Madrid     | Madrid              | Alfredo Di Stéfano stadion    | 6 000    | Alberto Toril     | 2.                  |
| Real Sociedad   | San Sebastián       | Instalaciones de Zubieta      | 2 500    | Natalia Arroyo    | 7.                  |
| Sevilla         | Sevilla             | Estadio Jesús Navas           | 7 500    | Cristian Toro     | 8.                  |
| Sporting Huelva | Huelva              | Lamiya                        | 1 500    | Iván Rosado       | 13.                 |
| UDG Tenerife    | Granadilla de Abona | La Hoya del Pozo              | 3 000    | José Herrera      | 6.                  |
| Valencia        | Valencia            | Estadio Antonio Puchades      | 2 250    | Jesús Oliva       | 9.                  |
| Villarreal      | Vila-real           | Ciudad Deportiva              | 5 000    | Sara Monforte     | 14.                 |

### Vezetőedző váltások
| Csapat          | Távozó edző    | Ok               | Dátum              | Poz. | Érkező edző   | Dátum              |
| --------------- | -------------- | ---------------- | ------------------ | ---- | ------------- | ------------------ |
| Athletic Bilbao | Iraia Iturregi | közös megegyezés | 2023. június 29.   | –    | David Aznar   | 2023. június 29.   |
| Atlético Madrid | Manolo Cano    | elbocsátás       | 2024. március 26.  | 5.   | Arturo Ruiz   | 2024. március 26.  |
| Real Betis      | Gerardo García | közös megegyezés | 2023. május 29.    | –    | María Pry     | 2023. június 20.   |
| Real Betis      | María Pry      | közös megegyezés | 2024. március 29.  | 15.  | Joseba Agirre | 2024. március 29.  |
| Sporting Huelva | Antonio Toledo | elbocsátás       | 2023. november 27. | 16.  | Iván Rosado   | 2023. november 27. |

## Tabella
| Hely. | Csapat              | M  | Gy | D  | V  | G+  | G– | Gk   | P  | Megjegyzés                   |
| ----- | ------------------- | -- | -- | -- | -- | --- | -- | ---- | -- | ---------------------------- |
| 1.    | Barcelona CV B KGY  | 30 | 29 | 1  | 0  | 137 | 10 | +127 | 88 | Bajnokok Ligája (csoportkör) |
| 2.    | Real Madrid         | 30 | 24 | 1  | 5  | 74  | 33 | +41  | 73 | Bajnokok Ligája (2. forduló) |
| 3.    | Atlético Madrid KGY | 30 | 18 | 7  | 5  | 53  | 22 | +31  | 61 | Bajnokok Ligája (1. forduló) |
| 4.    | Levante             | 30 | 17 | 9  | 4  | 59  | 28 | +31  | 60 |                              |
| 5.    | Athletic Bilbao     | 30 | 17 | 2  | 11 | 38  | 37 | +1   | 53 |                              |
| 6.    | Madrid CFF          | 30 | 15 | 5  | 10 | 61  | 54 | +7   | 50 |                              |
| 7.    | Sevilla             | 30 | 13 | 5  | 12 | 53  | 56 | −3   | 44 |                              |
| 8.    | Real Sociedad       | 30 | 9  | 9  | 12 | 40  | 55 | −15  | 36 |                              |
| 9.    | UDG Tenerife        | 30 | 8  | 8  | 14 | 35  | 48 | −13  | 32 |                              |
| 10.   | Eibar Ú             | 30 | 8  | 7  | 15 | 22  | 48 | −26  | 31 |                              |
| 11.   | Real Betis          | 30 | 8  | 6  | 16 | 31  | 69 | −38  | 30 |                              |
| 12.   | Valencia            | 30 | 8  | 5  | 17 | 35  | 64 | −29  | 29 |                              |
| 13.   | Levante Las Planas  | 30 | 6  | 10 | 14 | 38  | 58 | −20  | 28 |                              |
| 14.   | Granada Ú           | 30 | 8  | 3  | 19 | 33  | 58 | −25  | 27 |                              |
| 15.   | Villarreal CF K     | 30 | 6  | 7  | 17 | 26  | 52 | −26  | 25 | 1ª RFEF                      |
| 16.   | Sporting Huelva K   | 30 | 2  | 3  | 25 | 20  | 63 | −43  | 9  | 1ª RFEF                      |

### Helyezések fordulónként
| Csapat ╲ Forduló | 1               | 2  | 3  | 4  | 5  | 6  | 7  | 8  | 9  | 10 | 11 | 12 | 13 | 14 | 15 | 16 | 17 | 18 | 19 | 20 | 21 | 22 | 23 | 24 | 25 | 26 | 27 | 28 | 29 | 30 |   |
| ---------------- | --------------- | -- | -- | -- | -- | -- | -- | -- | -- | -- | -- | -- | -- | -- | -- | -- | -- | -- | -- | -- | -- | -- | -- | -- | -- | -- | -- | -- | -- | -- | - |
| Csapat ╲ Forduló | Athletic Bilbao | 16 | 15 | 11 | 7  | 10 | 8  | 10 | 11 | 8  | 11 | 10 | 10 | 7  | 8  | 8  | 9  | 8  | 8  | 7  | 7  | 6  | 6  | 6  | 6  | 6  | 5  | 6  | 6  | 6  | 5 |
| Atlético Madrid  | 1               | 4  | 3  | 3  | 4  | 4  | 5  | 5  | 4  | 4  | 2  | 5  | 4  | 5  | 5  | 5  | 5  | 5  | 5  | 5  | 5  | 4  | 5  | 4  | 3  | 3  | 3  | 3  | 3  | 3  |   |
| Barcelona        | 3               | 1  | 1  | 1  | 1  | 1  | 1  | 1  | 1  | 1  | 1  | 1  | 1  | 1  | 1  | 1  | 1  | 1  | 1  | 1  | 1  | 1  | 1  | 1  | 1  | 1  | 1  | 1  | 1  | 1  |   |
| Eibar            | 9               | 9  | 13 | 13 | 14 | 13 | 14 | 14 | 14 | 14 | 14 | 13 | 13 | 13 | 12 | 14 | 13 | 13 | 13 | 13 | 13 | 13 | 11 | 11 | 11 | 10 | 10 | 10 | 10 | 10 |   |
| Granada          | 7               | 8  | 8  | 11 | 13 | 15 | 15 | 15 | 15 | 15 | 15 | 15 | 15 | 15 | 15 | 15 | 15 | 15 | 14 | 14 | 14 | 14 | 15 | 12 | 12 | 12 | 14 | 14 | 15 | 14 |   |
| UDG Tenerife     | 4               | 7  | 10 | 8  | 7  | 7  | 7  | 7  | 9  | 8  | 8  | 9  | 9  | 9  | 9  | 8  | 9  | 9  | 9  | 9  | 9  | 9  | 9  | 9  | 8  | 8  | 9  | 9  | 9  | 9  |   |
| Las Planas       | 6               | 3  | 4  | 6  | 6  | 5  | 6  | 6  | 6  | 6  | 7  | 8  | 10 | 10 | 10 | 10 | 10 | 10 | 11 | 11 | 12 | 12 | 13 | 14 | 15 | 14 | 13 | 13 | 13 | 13 |   |
| Levante          | 2               | 5  | 6  | 5  | 5  | 6  | 3  | 4  | 3  | 3  | 4  | 3  | 2  | 2  | 3  | 3  | 3  | 3  | 3  | 3  | 3  | 3  | 3  | 5  | 4  | 4  | 4  | 4  | 4  | 4  |   |
| Madrid CFF       | 12              | 6  | 5  | 4  | 3  | 2  | 4  | 3  | 5  | 5  | 5  | 4  | 5  | 4  | 4  | 4  | 4  | 4  | 4  | 4  | 4  | 5  | 4  | 3  | 5  | 6  | 5  | 5  | 5  | 6  |   |
| Real Betis       | 8               | 11 | 12 | 14 | 15 | 14 | 11 | 9  | 7  | 10 | 11 | 12 | 12 | 12 | 13 | 13 | 14 | 14 | 15 | 15 | 15 | 15 | 14 | 15 | 13 | 13 | 12 | 12 | 12 | 11 |   |
| Real Madrid      | 5               | 2  | 2  | 2  | 2  | 3  | 2  | 2  | 2  | 2  | 3  | 2  | 3  | 3  | 2  | 2  | 2  | 2  | 2  | 2  | 2  | 2  | 2  | 2  | 2  | 2  | 2  | 2  | 2  | 2  |   |
| Real Sociedad    | 10              | 10 | 7  | 9  | 8  | 10 | 9  | 10 | 12 | 9  | 9  | 7  | 8  | 7  | 7  | 7  | 7  | 7  | 8  | 8  | 8  | 8  | 8  | 8  | 9  | 9  | 8  | 8  | 8  | 8  |   |
| Sevilla          | 14              | 16 | 9  | 12 | 12 | 11 | 12 | 12 | 10 | 7  | 6  | 6  | 6  | 6  | 6  | 6  | 6  | 6  | 6  | 6  | 7  | 7  | 7  | 7  | 7  | 7  | 7  | 7  | 7  | 7  |   |
| Sporting Huelva  | 13              | 14 | 15 | 15 | 16 | 16 | 16 | 16 | 16 | 16 | 16 | 16 | 16 | 16 | 16 | 16 | 16 | 16 | 16 | 16 | 16 | 16 | 16 | 16 | 16 | 16 | 16 | 16 | 16 | 16 |   |
| Valencia         | 15              | 12 | 14 | 10 | 9  | 9  | 8  | 8  | 11 | 12 | 12 | 11 | 11 | 11 | 11 | 12 | 12 | 12 | 12 | 12 | 10 | 10 | 10 | 10 | 10 | 11 | 11 | 11 | 11 | 12 |   |
| Villarreal       | 11              | 13 | 16 | 16 | 11 | 12 | 13 | 13 | 13 | 13 | 13 | 14 | 14 | 14 | 14 | 11 | 11 | 11 | 10 | 10 | 11 | 11 | 12 | 13 | 14 | 15 | 15 | 15 | 14 | 15 |   |

## Statisztikák
| Gól | Név                    | Csapat          |
| --- | ---------------------- | --------------- |
| 21  | Caroline Hansen        | Barcelona       |
| 20  | Salma Paralluelo       | Barcelona       |
| 17  | Cristina Martín-Prieto | Sevilla         |
| 16  | Alba Redondo           | Levante         |
| 14  | Synne Jensen           | Real Sociedad   |
| 13  | Signe Bruun            | Real Madrid     |
| 13  | Sheila Guijarro        | Atlético Madrid |
| 13  | Clàudia Pina           | Barcelona       |
| 11  | Gabi Nunes             | Levante         |
| 11  | Ana Marcos             | Valencia        |
| 11  | Kayla McKenna          | Villarreal      |
| 10  | Rasheedat Ajibade      | Atlético Madrid |
| 10  | Mariona Caldentey      | Barcelona       |
| 10  | Naomie Feller          | Real Madrid     |
| 9   | Vicky López            | Barcelona       |
| 9   | Caroline Møller        | Real Madrid     |
| 9   | Giovana Queiroz        | Madrid CFF      |
| 8   | Aitana Bonmatí         | Barcelona       |
| 8   | Athenea del Castillo   | Real Madrid     |
| 8   | Racheal Kundananji     | Madrid CFF      |
| 8   | Jessica Martínez       | Las Planas      |
| 8   | Alexia Putellas        | Barcelona       |
| 8   | Marta Torrejón         | Barcelona       |
| 7   | Karen Araya            | Madrid CFF      |
| 7   | Esmee Brugts           | Barcelona       |
| 7   | Nerea Eizagirre        | Real Sociedad   |
| 7   | Sanni Franssi          | Real Sociedad   |
| 7   | Anissa Lahmari         | Las Planas      |
| 6   | Jone Amezaga           | Athletic Bilbao |
| 6   | Ane Azkona             | Athletic Bilbao |
| 6   | Andrea Álvarez         | Eibar           |
| 6   | Jassina Blom           | UDG Tenerife    |
| 6   | Tiffany Cameron        | Real Betis      |
| 6   | Olga Carmona           | Real Madrid     |
| 6   | Ivonne Chacón          | Valencia        |
| 6   | Inma Gabarro           | Sevilla         |
| 6   | Érika González         | Levante         |
| 6   | Luany                  | Madrid CFF      |
| 6   | Gift Monday            | Granadilla      |
| 6   | Eva Navarro            | Atlético Madrid |
| 6   | Asisat Oshoala         | Barcelona       |
| 6   | Toni Payne             | Sevilla         |
| 6   | Mayra Ramírez          | Levante         |
| 6   | Laura Requena          | Granada         |
| 6   | Leicy Santos           | Atlético Madrid |
| 6   | Patricia Zugasti       | Athletic Bilbao |
| 5   | Natasa Andonova        | Levante         |
| 5   | Linda Caicedo          | Real Madrid     |
| 5   | Nahikari García        | Athletic Bilbao |
| 5   | Gemma Gili             | Sevilla         |
| 5   | Pamela González        | Sevilla         |
| 5   | Patricia Guijarro      | Barcelona       |
| 5   | Edna Imade             | Granada         |
| 5   | Cristina Librán        | Madrid CFF      |
| 5   | Mônica                 | Madrid CFF      |
| 5   | Maite Oroz             | Real Madrid     |
| 5   | Laura Pérez            | Granada         |
| 5   | Fridolina Rolfö        | Barcelona       |
| 5   | Carlota Suárez         | Granada         |
| 5   | Irina Uribe            | Las Planas      |
| 4   | Júlia Aguado           | Real Betis      |
| 4   | Cristina Baudet        | Las Planas      |
| 4   | Aldana Cometti         | Madrid CFF      |
| 4   | Ana González           | Madrid CFF      |
| 4   | Claudia Iglesias       | Villarreal      |
| 4   | Kodzsima Miku          | Sporting Huelva |
| 4   | Ange N'Guessan         | Granadilla      |
| 4   | Clara Pinedo           | Athletic Bilbao |
| 4   | Hayley Raso            | Real Madrid     |
| 4   | Bruna Vilamala         | Barcelona       |
| 4   | Claudia Zornoza        | Real Madrid     |
| 3   | Ainhoa Alguacil        | Valencia        |
| 3   | Eider Arana            | Eibar           |
| 3   | Rinsola Babajide       | UDG Tenerife    |
| 3   | Laia Ballesté          | Sporting Huelva |
| 3   | Estefanía Banini       | Atlético Madrid |
| 3   | Ona Batlle             | Barcelona       |
| 3   | Laura Camino           | Eibar           |
| 3   | Ane Campos             | Eibar           |
| 3   | Raiderlin Carrasco     | Sporting Huelva |
| 3   | Aida Esteve            | Madrid CFF      |
| 3   | Paula Fernández        | Levante         |
| 3   | Naima García           | Granada         |
| 3   | María Llompart         | Villarreal      |
| 3   | Ludmila                | Atlético Madrid |
| 3   | Rosa Márquez           | Real Betis      |
| 3   | María Méndez           | Levante         |
| 3   | Morgane Nicoli         | Las Planas      |
| 3   | Pauleta                | Valencia        |
| 3   | Esperanza Pizarro      | Eibar           |
| 3   | Allegra Poljak         | Las Planas      |
| 3   | Violeta Quiles         | Real Betis      |
| 3   | Thaís Ferreira         | Granadilla      |
| 3   | Mirari Uria            | Real Sociedad   |
| 3   | Ornella Vignola        | Granada         |
| 2   | Ivana Andrés           | Real Madrid     |
| 2   | Carla Armengol         | Real Betis      |
| 2   | Agustina Barroso       | UDG Tenerife    |
| 2   | Fiamma Benítez         | Valencia        |
| 2   | Klára Cahynová         | Sevilla         |
| 2   | Mariana Cerro          | Athletic Bilbao |
| 2   | Ghizlane Chebbak       | Las Planas      |
| 2   | María Estella          | UDG Tenerife    |
| 2   | Carolina Férez         | Real Betis      |
| 2   | Gabriela García        | Atlético Madrid |
| 2   | Li Jong-dzsu           | Madrid CFF      |
| 2   | Fatoumata Kanteh       | Villarreal      |
| 2   | Naia Landaluze         | Athletic Bilbao |
| 2   | Leles                  | Real Betis      |
| 2   | Paula León             | Madrid CFF      |
| 2   | Eva Llamas             | Sevilla         |
| 2   | Bárbara López          | Sporting Huelva |
| 2   | Marina Martí           | Valencia        |
| 2   | Asun Martínez          | Valencia        |
| 2   | Lucía Moral            | Atlético Madrid |
| 2   | Yasmin Mrabet          | Las Planas      |
| 2   | Esther Okoronkwo       | UDG Tenerife    |
| 2   | Sara Ortega            | Athletic Bilbao |
| 2   | Jacqueline Owusu       | Real Sociedad   |
| 2   | Lucía Pardo            | Madrid CFF      |
| 2   | Xènia Pérez            | Atlético Madrid |
| 2   | Macarena Portales      | Valencia        |
| 2   | Cristina Postigo       | Granada         |
| 2   | Emma Ramírez           | Real Sociedad   |
| 2   | Rhiannon Roberts       | Real Betis      |
| 2   | Sanadri                | Athletic Bilbao |
| 2   | Amaiur Sarriegi        | Real Sociedad   |
| 2   | Ángela Sosa            | Levante         |
| 2   | Sandie Toletti         | Real Madrid     |
| 1   | Teresa Abelleira       | Real Madrid     |
| 1   | Carla Andrés           | Eibar           |
| 1   | Antônia                | Levante         |
| 1   | Arola Aparicio         | Sevilla         |
| 1   | Nahia Aparicio         | Real Sociedad   |
| 1   | Ariana Arias           | Barcelona       |
| 1   | Carmen Álvarez         | Real Betis      |
| 1   | Isabel Álvarez         | Granada         |
| 1   | Leire Baños            | Levante         |
| 1   | Alejandra Bernabé      | Real Sociedad   |
| 1   | Claudia Blanco         | Granadilla      |
| 1   | Lucy Bronze            | Barcelona       |
| 1   | Nati Cano              | Eibar           |
| 1   | Estela Carbonell       | Levante         |
| 1   | Marta Cardona          | Atlético Madrid |
| 1   | Sandra Castelló        | Sporting Huelva |
| 1   | Grace Chanda           | Madrid CFF      |
| 1   | Dorine Chuigoué        | Real Betis      |
| 1   | María Cienfuegos       | Sporting Huelva |
| 1   | Paula Comendador       | Real Madrid     |
| 1   | Ana-Maria Crnogorčević | Atlético Madrid |
| 1   | Tang Csi-ali           | Las Planas      |
| 1   | Ainhoa Delgado         | UDG Tenerife    |
| 1   | Laura Domínguez        | Madrid CFF      |
| 1   | Jessica De Filippo     | Sporting Huelva |
| 1   | Merel van Dongen       | Atlético Madrid |
| 1   | Martina Fernández      | Barcelona       |
| 1   | Claudia Florentino     | Valencia        |
| 1   | Ana Franco             | Sevilla         |
| 1   | Patri Gavira           | Granadilla      |
| 1   | Rocío Gálvez           | Real Madrid     |
| 1   | Diana Gomes            | Sevilla         |
| 1   | Pamela González        | Sevilla         |
| 1   | Andrea Gómez           | Granada         |
| 1   | Lucía Gómez            | Villarreal      |
| 1   | Sofia Hagman           | Sporting Huelva |
| 1   | Sandra Hernández       | UDG Tenerife    |
| 1   | Patrícia Hmírová       | Sporting Huelva |
| 1   | Claudia Iglesias       | Villarreal      |
| 1   | Maria Jiménez          | Real Betis      |
| 1   | María José             | Granadilla      |
| 1   | Kathellen Souza        | Real Madrid     |
| 1   | Katarzyna Konat        | Sporting Huelva |
| 1   | Francisca Lara         | Villarreal      |
| 1   | Annelie Leitner        | Eibar           |
| 1   | María Pilar León       | Barcelona       |
| 1   | Jimena López           | Valencia        |
| 1   | Cecilia Marcos         | Real Sociedad   |
| 1   | Laura Martínez         | Las Planas      |
| 1   | Ariadna Mingueza       | Granada         |
| 1   | María Molina           | Valencia        |
| 1   | Natalia Montilla       | Real Betis      |
| 1   | Julia Mora             | Las Planas      |
| 1   | Raquel Morcillo        | Villarreal      |
| 1   | Blanca Muñoz           | Real Betis      |
| 1   | Nerea Nevado           | Athletic Bilbao |
| 1   | Irene Oguiza           | Athletic Bilbao |
| 1   | Patricia Ojeda         | Sporting Huelva |
| 1   | Rosa Otermin           | Sevilla         |
| 1   | Isabel Peláez          | Sporting Huelva |
| 1   | María Pérez            | Sevilla         |
| 1   | Itziar Pinillos        | Madrid CFF      |
| 1   | Pisco                  | Granadilla      |
| 1   | Thais Reiss            | Villarreal      |
| 1   | Alicia Redondo         | Granada         |
| 1   | Vilde Bøe Risa         | Atlético Madrid |
| 1   | Cinta Rodríguez        | Atlético Madrid |
| 1   | Amanda Sampedro        | Sevilla         |
| 1   | Melanie Serrano        | Las Planas      |
| 1   | Gema Soliveres         | Real Betis      |
| 1   | Sara Tamarit           | Valencia        |
| 1   | Paula Tomás            | Levante         |
| 1   | Maddi Torre            | Athletic Bilbao |
| 1   | Manuela Vanegas        | Real Sociedad   |
| 1   | Ana Vitória            | Atlético Madrid |
| 1   | Keira Walsh            | Barcelona       |

| Öngól | Név                | Csapat          |
| ----- | ------------------ | --------------- |
| 2     | Claudia Florentino | Valencia        |
| 2     | Paula Perea        | Real Betis      |
| 1     | Yolanda Aguirre    | Sevilla         |
| 1     | Jujuba Cardozo     | Eibar           |
| 1     | Ana Carol          | Sporting Huelva |
| 1     | Pamela González    | Sevilla         |
| 1     | Oihane Hernández   | Real Madrid     |
| 1     | Nuria Ligero       | Real Betis      |
| 1     | Julia Mora         | Las Planas      |
| 1     | Patricia Ojeda     | Sporting Huelva |
| 1     | Gift Monday        | Granadilla      |
| 1     | Alba Pérez         | Granada         |
| 1     | Allegra Poljak     | Las Planas      |
| 1     | Olatz Santana      | Real Sociedad   |
| 1     | Maite Zubieta      | Athletic Bilbao |

| Mérk. | Név               | Csapat          |
| ----- | ----------------- | --------------- |
| 12    | Cata Coll         | Barcelona       |
| 10    | Adriana Nanclares | Athletic Bilbao |
| 9     | Dolores Gallardo  | Atlético Madrid |
| 9     | Misa Rodríguez    | Real Madrid     |
| 8     | María Miralles    | Eibar           |
| 8     | Sandra Paños      | Barcelona       |
| 7     | Emma Holmgren     | Levante         |
| 7     | Paula Vizoso      | Real Betis      |
| 5     | Aline Reis        | UDG Tenerife    |
| 4     | Elene Lete        | Real Sociedad   |
| 4     | Esther Sullastres | Sevilla         |
| 4     | Andrea Tarazona   | Levante         |
| 4     | Elena de Toro     | Villarreal      |
| 4     | Paola Ulloa       | Madrid CFF      |
| 3     | Sandra Estévez    | Granada         |
| 2     | Antonia Canales   | Valencia        |
| 2     | Nayluisa Cáceres  | Las Planas      |
| 2     | Mylène Chavas     | Real Madrid     |
| 2     | Patricia Larqué   | Atlético Madrid |
| 1     | Yolanda Aguirre   | Sevilla         |
| 1     | Carmen Carbonell  | Villarreal      |
| 1     | Gemma Font        | Barcelona       |
| 1     | Zala Meršnik      | Sporting Huelva |
| 1     | Noelia Ramos      | UDG Tenerife    |
| 1     | Olatz Santana     | Real Sociedad   |